# Portada/efemèride juny 12
Fermí Reixach
« 11 de juny · 12 de juny · 13 de juny »